# Aeroportul Storuman
Aeroportul Storuman (IATA: SQO, ICAO: ESUD) este un aeroport din Comuna Storuman, Västerbottens län, Suedia. Aeroportul a fost tranzitat în iunie 2010 de 231 de pasageri. A fost deschis în 1993.
Situat la o altitudine de 279 m, aeroportul dispune de 1 pistă. Este operat de Comuna Storuman.

## Infrastructură

### Piste
Aeroportul dispune de o singură pistă. Pista 15/33 are suprafața de asfalt și dimensiunile 2.283 m × 40 m. 